# CUTTING 傷痕
《CUTTING 傷痕》（日語：カッティング）是由翅田大介撰寫、由插畫的日本輕小說作品。第一屆Novel JAPAN小說大獎得獎作品。中文版由東立出版社發行。

## 故事簡介

### Case of Mio
平凡的高中生相坂和也對有自殘傾向而受到孤立的西周澪告白，而後開始交往。
剛開始交往時，澪總是無視和也的存在靜靜的看書。隨著時間流逝，澪的態度逐漸軟化，自殘傾向也有收斂的徵兆。沒想到就在第一次約會時，澪在路上遇到街頭之狼而被刺殺，死前留下令人無法理解的遺言「我不想再死一次了」──

### Case of Tomoe
紅條敬一郎小時候母親巴因為交通事故死亡後被父親疏遠，由伯父光瀨宗一郎撫養長大。
敬一郎平日總說著「自己沒有任何價值」，以不給伯父家族添麻煩為原則過日子，甚至有著一畢業能自立後就遠離伯父家的打算。暑假結束後，自稱敬一郎義妹的少女紅條巴轉入班上，之後不斷發生奇怪的事件。

## 登場人物
相坂 和也
「Case of Mio」主角。就讀縣立高中一年級。興趣是讀書，知道西周澪也是如此後向她告白。交往後只有坐在一起看書而沒有任何進展。在第一次的約會時，命運因為澪被殺害而有很大的改變。
西周 澪
就讀縣立高中一年級。長相秀麗、成績優秀，卻因為左腕佈滿傷痕，又常常包著滲血的繃帶，散發出難以接近的氣質，除了和也以外的學生都對她敬而遠之。因為尼采的書籍與和也開始交往，卻在約會歸途時遇刺身亡。
沙姬部 岬
和也就讀國中的前學生會長。中意和樹，單方面的把他任命為學生會書記。相隔兩年後在街上與和也重逢。
杉野 夏姬
和也國中時代的同學，現在就讀不同高中。在和也與澪約會時偶然碰面，和也把澪介紹給她。國中時擔任女子網球社社長，由於雙親不和而不斷割腕。
西周 隆乃・美羽
澪的雙親。皆為生化學權威，以前隸屬於大學研究室，現今則隸屬於民間研究機構。
黑威 兼互
國立泛生體研究所監察人員。以西周夫婦的研究為基礎的人體複製技術「B.R.A.I.N.complex」負責人。所有的實驗體對黑威而言都只是觀察對象。
西田 貴流
16歲、高中一年級。對傷害別人一事感到快樂，在與澪錯身而過時將其殺害。
紅條 敬一郎
「Case of Tomoe」主角。比和也大一學年，就讀不同高中。小時後母親在車禍時為了保護他而不幸身亡，後來被父親疏遠，由伯父光瀨宗一郎撫養長大。成長經驗讓他認為自己沒有任何價值。
紅條 巴
敬一郎被光瀨家收養後，敬一郎父親宗次郎收養的少女。和敬一郎與母親巴有相同顏色的眼睛。
宗次郎病死後，暫時住在光瀨家，卻不明就裡的敵視敬一郎。
光瀨 宗一郎
敬一郎伯父，前新聞記者。地方上有名的資產家紅條家長男，卻放棄繼承權，入贅到妻子美都家中。宗次郎死亡前把巴託付給他。
紅條 宗次郎
敬一郎的父親，光瀨宗一郎的弟弟。妻子死亡後將她的死怪罪在敬一郎身上，經常虐待敬一郎，之後把他過繼到光瀨家，接著收養巴。死亡前把巴託付給宗一郎。
葛峰 聖
業界最大規模的製藥會社・葛峰産業創業者一族的大小姐。暑假結束後轉學至和也就讀的縣立高中。本來的年齡應該比和也班上的人們大上一歲。由於「B.R.A.I.N.complex」再生時花費的時間過長所以留級。為此雙胞胎的弟弟在學級上反比她高了一學年。之後開始對和也提供澪的過去相關情報、抱持著怎樣的意圖接近和也與其理由是個謎團。此外與沙姬部 岬之間的關係十分險惡。原因不明。
葛峰 昴
聖的雙胞胎弟弟、因姐姐的「再生」延遲，所以比她高了一學年。較早轉至本地高中、因著美形外貌與知性的印象在女學生之間十分有人氣、事實上本人在肉體與精神上都受著姐姐的支配、不論怎樣的場合都以姐姐的意志為優先而行動著。

## 出版書籍

### 日文版
1. Case of Mio 2007年7月1日初版 ISBN 978-4-89425-572-2
2. Case of Tomoe 2007年12月1日初版 ISBN 978-4-89425-620-0
3. Case of Mio Entanglement 2008年5月1日初版 ISBN 978-4-89425-701-6
4. Case of Mio Reincarnation 2008年9月1日初版 ISBN 978-4-89425-747-4

### 中文版
1. Case of Mio 2008年5月2日初版 ISBN 978-986-10-1153-0
2. Case of Tomoe 2008年12月24日初版 ISBN 978-986-10-2195-9
3. Case of Mio Entanglement 2009年4月9日初版 ISBN 978-986-10-3437-9
4. Case of Mio Reincarnation 2009年7月9日初版 ISBN 978-986-10-3921-3